# Esso Motorhotell

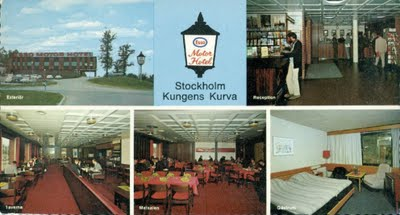
Esso Motorhotell Kungens Kurva, 1968.

Esso Motorhotell var en hotellkedja som grundades 1963 och ägdes av oljebolaget Svenska Esso AB. 1984 sålde Esso hotellkedjan och hotellen bytte namn till Scandic Hotels.

## Historik

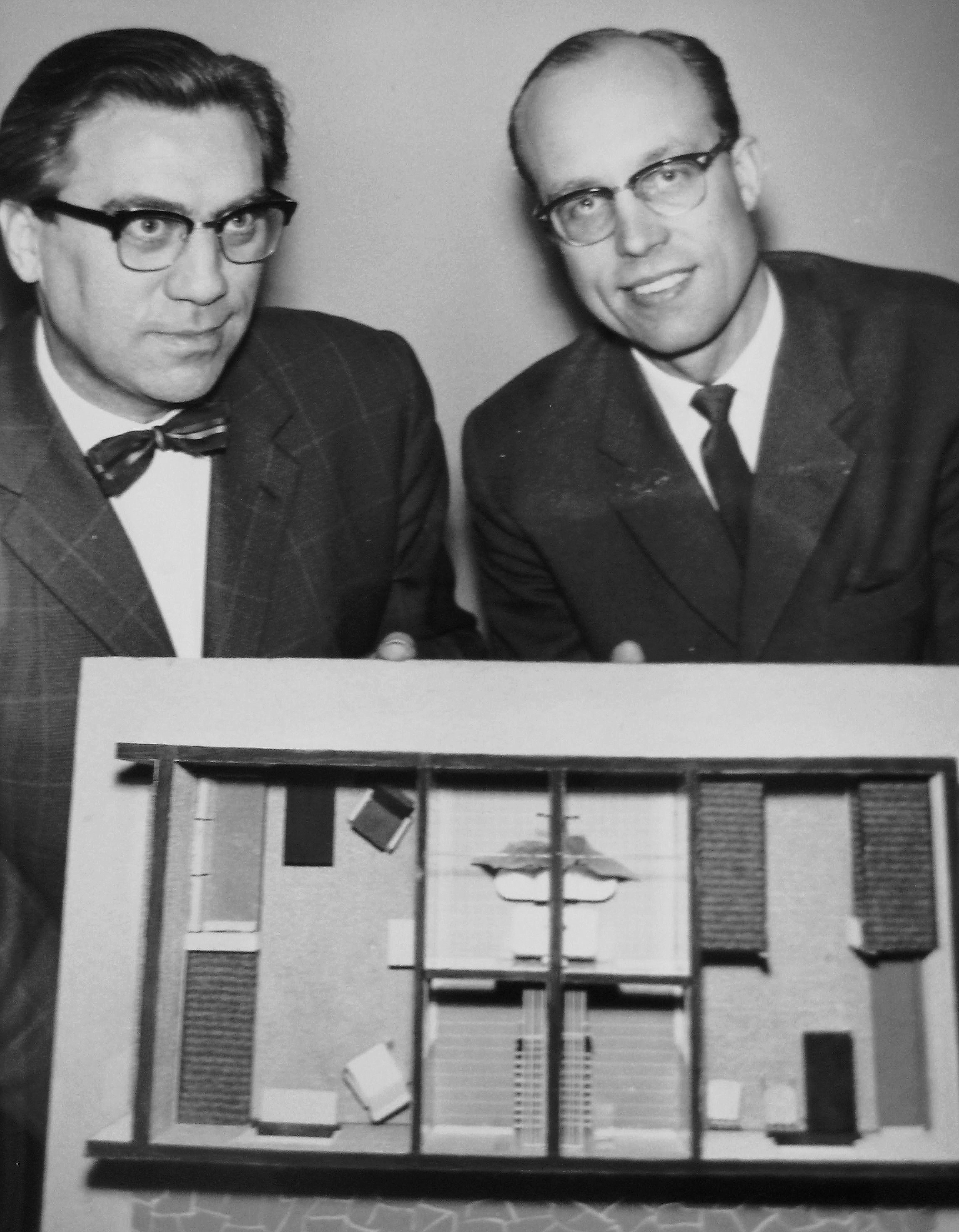
Arkitekt Lennart Billgren till vänster och ingenjör Arne Gustafsson presenterar idén till Esso Motorby 1961.

Esso ägde bensinstationer i Sverige. Efter omfattande marknadsundersökningar beslöt man satsa på en rikstäckande kedja av motell i anslutning till bensinstationerna. Första etablering var ett hotell 1963 med 20 rum vid E3, nuvarande E20, i Laxå. Rummen hade 21 tums svartvit TV, toalett och duschrum, och restaurangen serverade entrecôte med pommes frites för 7 kronor och 50 öre. Arne Gustafsson och Ejnar Söder var två av de tongivande i framväxten av denna bilanpassade hotellkedja. 
Etableringen i Laxå 1963 följdes snart av flera: 1964 i Härnösand, 1965 i Östersund, 1966 i Mölndal, 1967 i Jönköping och Norrköping, 1968 i Örebro, Falun, Södertälje, Arlöv, Gävle, Malmö, Kungens kurva Stockholm, Kalmar, Borås och Eskilstuna. Därtill igångsattes 1968 anläggningar i Lund, Uppsala, Ulriksdal, Helsingborg och Växjö. Ett särskilt dotterbolag, Esso Motor Hotels AB, bildades. 
Med åren blev hotellen allt större. I början av 1970-talet byggdes inga hotell med under 100 rum och de äldre byggdes ut. Till hotellen hörde taverna med självservering, restaurang, konferenslokaler, bastu, pool och motionsanläggning. Man erbjöd gratis parkering och bilservice. Esso Taverna var beteckningen på vägrestauranger - ibland kombinerade med en mindre hotellanläggning. Esso Motor Hotel var ett helsvenskt koncept, som även exporterades till åtta grannländer, men i mitten på 1970-talet beslöt man att koncentrera verksamheten till de nordiska länderna och övriga hotell såldes till Crest Hotels.   
Hotellen var oftast placerade i utkanten av städerna vid vägarna och man hade ett enhetligt koncept och standardiserat utförande. Man kom in i branschen som nykomlingar obelastade av traditioner. År 1977 hade kedjan 10 procent av landets hotellrum och en marknadsandel på 25 procent.

## Lista över Esso Motor Hotell
| Hotell         | Ort                  | Land           | Invigning  |
| -------------- | -------------------- | -------------- | ---------- |
| Amsterdam      | Amsterdam            | Nederländerna  | 26.02.1969 |
| Antwerpen      | Antwerpen            | Belgien        | 1969       |
| Arlöv          | Arlöv                | Sverige        | 1968       |
| Askersund      | Askersund            | Sverige        |            |
| Årjäng         | Årjäng               | Sverige        |            |
| Beechwood      | Runcorn              | Storbritannien | 20.02.1973 |
| Billund        | Billund              | Danmark        | 1968       |
| Born           | Born                 | Nederländerna  | 1968       |
| Borås          | Borås                | Sverige        | 1968       |
| Bremen         | Bremen               | Tyskland       |            |
| Brescia        | Brescia              | Italien        | 1965       |
| Casteau        | Casteau              | Belgien        | 1968       |
| Courmayeur     | Courmayeur           | Italien        | 01.10.1966 |
| Coventry       | Coventry             | Storbritannien | 1972       |
| Edinburgh      | Edinburgh            | Storbritannien | 22.05.1970 |
| Erskine Bridge | Glasgow              | Storbritannien | 21.11.1972 |
| Eskilstuna     | Eskilstuna           | Sverige        | 1968       |
| Fagersta       | Fagersta             | Sverige        | 1974       |
| Falun          | Falun                | Sverige        | 1968       |
| Filipstad      | Filipstad            | Sverige        |            |
| Firenze        | Florens              | Italien        | 1969       |
| Frankfurt      | Frankfurt am Main    | Tyskland       | 08.1972    |
| Freiburg       | Freiburg im Breisgau | Tyskland       | höst 1966  |
| Glostrup       | Köpenhamn            | Danmark        | 1967       |
| Gävle          | Gävle                | Sverige        | 1968       |
| Hambrook       | Bristol              | Storbritannien | 06.1972    |
| Hamburg        | Hamburg              | Tyskland       | 02.09.1969 |
| Hannover       | Hannover             | Tyskland       | vår 1966   |
| Heidelberg     | Heidelberg           | Tyskland       | 1967       |
| Härnösand      | Härnösand            | Sverige        | 1964       |
| Helsingborg    | Helsingborg          | Sverige        | >1968      |
| Høvik          | Høvik                | Norge          | 1972       |
| Jönköping      | Jönköping            | Sverige        | 1967       |
| Kalmar         | Kalmar               | Sverige        | 1968       |
| Karlshamn      | Karlshamn            | Sverige        |            |
| Karlstad       | Karlstad             | Sverige        |            |
| Köln           | Köln                 | Tyskland       | 1971       |
| Kungens Kurva  | Stockholm            | Sverige        | 1968       |
| Laxå           | Laxå                 | Sverige        | 14.07.1963 |
| Linköping      | Linköping            | Sverige        |            |
| Linz           | Linz                 | Österrike      |            |
| Luleå          | Luleå                | Sverige        | > 1968     |
| Lund           | Lund                 | Sverige        | >1968      |
| Luton          | Luton                | Storbritannien | >1969      |
| Maidenhead     | Maidenhead           | Storbritannien | 1968       |
| Malmö          | Malmö                | Sverige        | 1968       |
| Mora           | Mora                 | Sverige        |            |
| Mölndal        | Mölndal              | Sverige        | 1966       |
| München        | München              | Tyskland       | 1970       |
| Norrköping     | Norrköping           | Sverige        | 1967       |
| Östersund      | Östersund            | Sverige        | 1965       |
| Örebro         | Örebro               | Sverige        | > 1968     |
| Örkelljunga    | Örkelljunga          | Sverige        |            |
| Sindelfingen   | Sindelfingen         | Tyskland       | 1967       |
| South Mimms    | Hendon               | Storbritannien | <1967      |
| Söderhamn      | Söderhamn            | Sverige        |            |
| Södertälje     | Södertälje           | Sverige        | 1968       |
| Stavanger      | Stavanger            | Norge          | 13.05.1970 |
| Sundsvall      | Sundsvall            | Sverige        |            |
| Trondheim      | Trondheim            | Norge          | 06.1972    |
| Ulriksdal      | Stockholm            | Sverige        | >1968      |
| Umeå           | Umeå                 | Sverige        |            |
| Uppsala        | Uppsala              | Sverige        | >1968      |
| Växjö          | Växjö                | Sverige        | >1968      |
| Velp           | Velp                 | Nederländerna  | 1970       |
| Wembley        | London               | Storbritannien | 1972       |